# Bloomsdale
Bloomsdale – miasto w Stanach Zjednoczonych, w stanie Missouri, w hrabstwie Sainte Genevieve.